# Alice Eckenstein

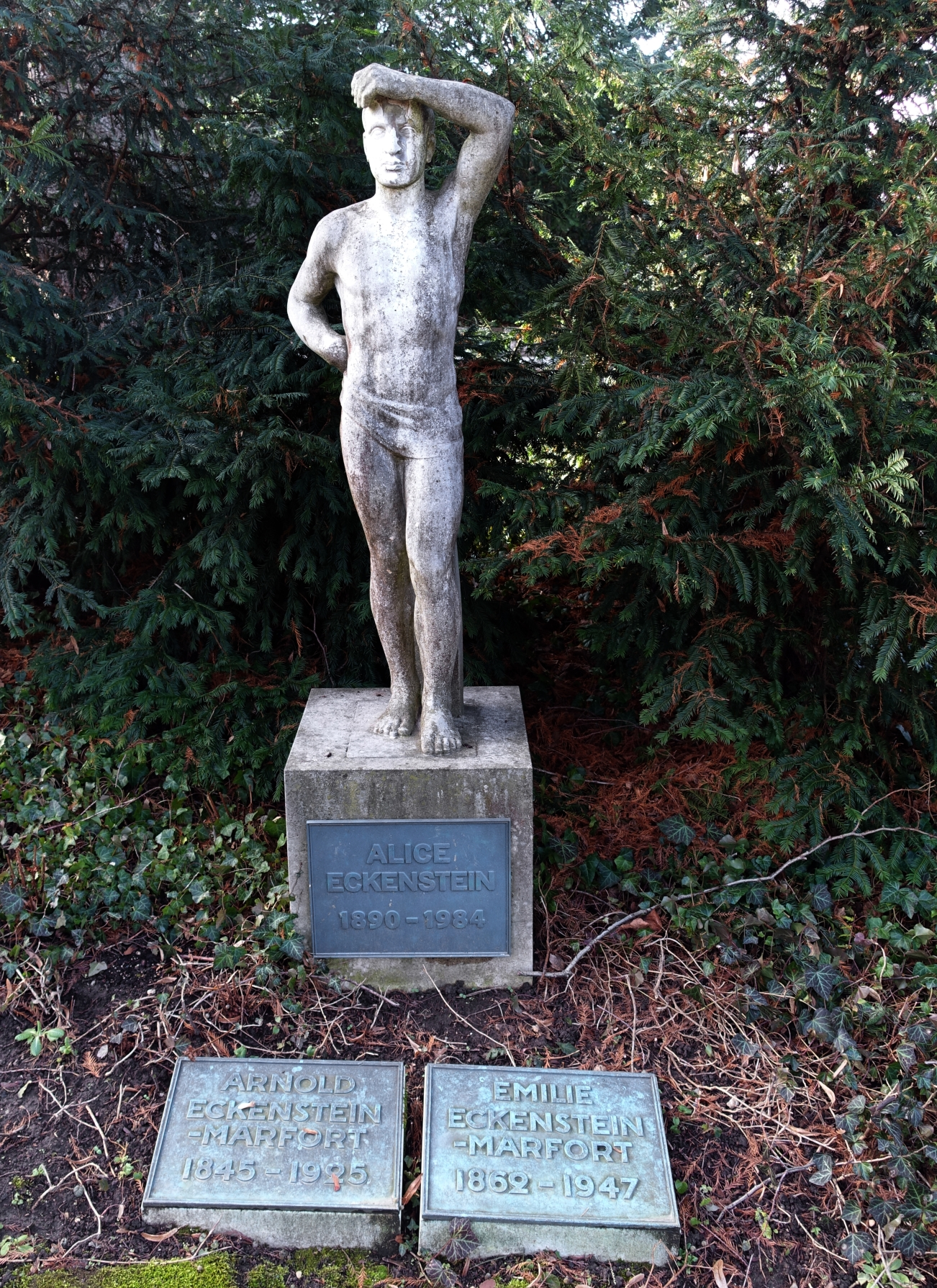
Grab auf dem Friedhof Wolfgottesacker. Skulptur von August Suter

Alice Emilie Eckenstein (* 31. Januar 1890 in Basel; † 12. Mai 1984 ebenda) war eine Helferin des Roten Kreuzes während des Ersten Weltkrieges.

## Leben und Wirken
Alice Emilie Eckenstein, Tochter des Kaufmans Arnold Eckenstein-Marfort, wuchs an der Grellingerstrasse in Basel auf. Während des Ersten Weltkriegs betätigte sie sich auf der Hilfsstelle für Kriegsgefangene und Zivilinternierte, die unter dem Patronat des Internationalen Komitees des Roten Kreuzes in Basel ins Leben gerufen worden war. Briefe von Angehörigen kriegführenden Länder gingen damals durch ihre Hände, insbesondere Bittgesuche von Eltern, deren Kinder während der Sommerferien des Jahres 1914 vom Kriegsausbruch auf der anderen Seite der Front überrascht durch die deutsche Besetzung Belgiens von ihnen abgeschnitten worden waren. 
Immer wieder reiste sie unter grossen Mühen und Gefahren in die okkupierten Gebiete, um einzelne Kinder oder ganze Gruppen abzuholen und sie auf dem Umweg über die Schweiz zu ihren Eltern zurückzuführen. Nach dem Ersten Weltkrieg engagierte sie sich im Verein Freundinnen junger Mädchen, wo sie zunächst als schweizerische Sekretärin, später als Vizepräsidentin tätig war. Alice Eckenstein verstarb 1984, ihre Asche ist auf dem Wolfgottesacker in Basel beigesetzt.